# Kulturpreis des Kreises Dithmarschen
Der Kulturpreis des Kreises Dithmarschen bzw. Dithmarscher Kulturpreis wird seit 1984 in Heide vergeben und ist mit 2.500 Euro dotiert. Bis 1990 wurde der Preis jährlich (1985 und 1986 an jeweils zwei Persönlichkeiten), danach – außer 2002 und 2003 – in zeitlich größeren Abständen bislang insgesamt 19 Mal stets im Rahmen einer Kreistagssitzung verliehen.
Gewürdigt werden mit ihm besondere Leistungen im Bereich der bildenden Kunst des Kunsthandwerks, der Literatur und Literaturwissenschaft, der Musik, der Denkmal- und Heimatpflege, die mit der kommunalen und kulturellen Einheit des Kreises Dithmarschen inhaltlich in Verbindung stehen.
Der Kulturpreis wird an Persönlichkeiten verliehen, die in Dithmarschen geboren sind oder dort leben oder sich durch ihren langjährigen Einsatz um das kulturelle Leben in diesem Landkreis in herausragender Weise verdient gemacht haben.

## Preisträger
Nachfolgend die Liste der Preisträger:
- 1984: Karl Grabbe
- 1985: Emil Hecker und Elsa Peters
- 1986: Ivo Braak und Gertrud von Hassel
- 1987: Peter Mohr
- 1988: Barbara Wellhausen
- 1989: Otto Gerhard Meier
- 1990: Jens Rusch
- 1992: Paul Gosch Möller
- 1994: Heinz Landmann
- 2000: Sarah Kirsch
- 2002: Verein für Dithmarscher Landeskunde
- 2003: Reimer Bull
- 2006:  Paul Heinrich Gnekow
- 2008: Trachtengruppe Wöhrdener Kageln
- 2010: Eckart Besch
- 2013: Klaus Florian Vogt
- 2017: Manfred Schlüter